# Соперники Амзиа Кинга
«Соперники Амзиа Кинга» (англ. The Rivals of Amziah King) — британский художественный фильм режиссёра Эндрю Паттерсона в жанре криминального триллера. В фильме снялись Мэттью Макконахи и Курт Расселл. Его премьера состоялась 10 марта 2025 года на фестивале South by Southwest.

## Сюжет
Действие криминального триллера происходит в сельской Оклахоме и сфокусировано на фигуре Амзиа Кинга.

## В ролях
- Мэттью Макконахи — Амзиа Кинг[3]
- Курт Расселл[4]

## Производство
В мае 2023 года стало известно, что Эндрю Паттерсон станет режиссёром и сценаристом фильма «Соперники Амзиа Кинга». Разработкой занимаются компании Black Bear Pictures и Heyday Films,
В июле 2023 года стало известно, что в фильме также снялся Курт Расселл.
Съёмки прошли в штате Алабама во время забастовки профсоюза актёров SAG-AFTRA после заключения временного соглашения с профсоюзом.
В августе 2023 года съёмки завершились.